# Breguet 21
Le Breguet 21 était un prototype de bombardier de nuit quadriplace, réalisé par Louis Breguet à partir de son projet de quadrimoteur civil Breguet 20. Il fut présenté (inachevé) au Salon de l’aviation de Paris de 1922, mais il rencontra les mêmes ennuis de motorisation que son modèle. Le projet fut donc abandonné en 1924